# Up Where We Belong
Up Where We Belong ist ein Duett des britischen Sängers Joe Cocker und der US-amerikanischen Sängerin Jennifer Warnes, das im Juli 1982 erschien. Das Lied entstand als Soundtrackbeitrag zu Ein Offizier und Gentleman.

## Entstehung und Veröffentlichung
Geschrieben wurde das Lied gemeinsam von Will Jennings, Jack Nitzsche und Buffy Sainte-Marie, als Schlusslied für das Filmdrama Ein Offizier und Gentleman. Für die Produktion zeichnete Stewart Levine verantwortlich. Die angefragte Jennifer Warnes schlug als Duett-Partner ihr „Jugendidol“ Joe Cocker vor.
Die Erstveröffentlichung von Up Where We Belong erfolgte im Juli 1982 als Albumtitel und Single bei Island Records. Die Single erschien als 7″-Single mit der von Cocker interpretierten B-Seite Sweet Little Woman (Katalognummer: 104 822). Im gleichen Jahr erschien in Australien eine Singleausführung mit einer Liveversion zu So Blue als B-Seite (Katalognummer: Liberation LS 900) sowie in Italien mit der B-Seite Many Rivers to Cross (Katalognummer: WIP 26830). Am 28. Juli 1982 erschien das Lied auf dem Soundtrackalbum zu Ein Offizier und Gentleman (Katalognummer: 7 90017-1).

## Preise
Up Where We Belong erhielt 1983 als bester Filmsong den Oscar. Die Auszeichnung ging allerdings nur an Jack Nitzsche, Buffy Sainte-Marie und Will Jennings. Die beiden Interpreten wurden nicht ausgezeichnet. Darüber hinaus gewann das Lied den Golden Globe Award als bester Original-Song. Joe Cocker und Jennifer Warnes wurden außerdem 1983 mit dem Grammy Award für die beste Darbietung eines Duos oder einer Gruppe mit Gesang in der Kategorie Pop ausgezeichnet.

## Kommerzieller Erfolg

### Chartplatzierungen
Up Where We Belong avancierte zum Nummer-eins-Hit in den US-amerikanischen Billboard Hot 100 und hielt diese Platzierung für drei Wochen. Darüber hinaus erreichte es Top-10-Platzierungen in Neuseeland, Norwegen und Schweden (je Rang 3), Deutschland (Rang 6), der Schweiz und dem Vereinigten Königreich (je Rang 7).
| ChartsChartplatzierungen       | Höchstplatzierung | Wochen/ Monate |
| ------------------------------ | ----------------- | -------------- |
| Deutschland (GfK)              | 6 (21 Wo.)        | 21 Wo.         |
| Österreich (Ö3)                | 14 (1 Mt.)        | 1 Mt.          |
| Schweiz (IFPI)                 | 7 (5 Wo.)         | 5 Wo.          |
| Vereinigte Staaten (Billboard) | 1 (23 Wo.)        | 23 Wo.         |
| Vereinigtes Königreich (OCC)   | 7 (14 Wo.)        | 14 Wo.         |

| ChartsJahrescharts (1983)      | Platzierung |
| ------------------------------ | ----------- |
| Deutschland (GfK)              | 62          |
| Vereinigte Staaten (Billboard) | 27          |

### Auszeichnungen für Musikverkäufe
| Land/Region                  | Auszeichnungen für Musikverkäufe (Land/Region, Auszeichnung, Verkäufe) | Verkäufe  |
| ---------------------------- | ---------------------------------------------------------------------- | --------- |
| Australien (ARIA)            | Gold                                                                   | 35.000    |
| Dänemark (IFPI)              | Gold                                                                   | 45.000    |
| Kanada (MC)                  | Gold                                                                   | 50.000    |
| Neuseeland (RMNZ)            | Platin                                                                 | 30.000    |
| Spanien (Promusicae)         | Gold                                                                   | 25.000    |
| Vereinigte Staaten (RIAA)    | Platin                                                                 | 2.000.000 |
| Vereinigtes Königreich (BPI) | Gold                                                                   | 400.000   |
| Insgesamt                    | 5× Gold · 2× Platin ·                                                  | 2.585.000 |

Hauptartikel: Joe Cocker/Auszeichnungen für Musikverkäufe

## Coverversionen
- Bo Bice und Carrie Underwood
- Cliff Richard und Anne Murray
- Richard Clayderman
- Buffy Sainte-Marie
- BeBe Winans & CeCe Winans, die im Refrain statt Love lift us up Lord lifts us up singen
- Nell Carter & Andy Gibb
- Natasha Saint-Pier & Garou (Pierre Grand)
- Royal Philharmonic Orchestra
- Maaike' & Jeroen van der Boom
- Lee Towers & Anita Meyer
- London Bluesmasters
- Barbara Dickson & Gerald Kenny
- Martin Deschamps

Die Lufthansa verwendete einige Jahre lang das Lied in ihrer Werbung, allerdings mit dem Refrain We lift you up where you belong.